# Françoise Dorléac
Pour les articles homonymes, voir Dorléac.
Françoise Dorléac, née le 21 mars 1942 à Paris 17e et morte le 26 juin 1967 à Villeneuve-Loubet, est une actrice française.
Elle est la sœur aînée de Catherine Deneuve.

## Biographie

### Jeunesse
Françoise Dorléac est l'aînée des trois filles de Maurice Dorléac (1901-1979) et Renée Simonot (1911-2021), tous deux comédiens. Elle est suivie par Catherine (née en 1943) et Sylvie (née en 1946). Elle a également une demi-sœur, Danielle, née en 1938[réf. nécessaire] et dont le père est le comédien Aimé Clariond.
Enfant rebelle et adolescente indisciplinée, elle est renvoyée du lycée qu'elle fréquente. Son père, directeur artistique dans le doublage, lui confie quelques rôles, dont le rôle-titre du film Heidi de Luigi Comencini (1952), où elle double en français Elsbeth Sigmund. Elle s'inscrit parallèlement au cours d'art dramatique de Raymond Girard avant d'entrer au Conservatoire d'art dramatique de 1957 à 1961, notamment dans la classe de Robert Manuel grâce à qui elle débute dans Gigi de Colette au théâtre Antoine en 1960.

### Carrière

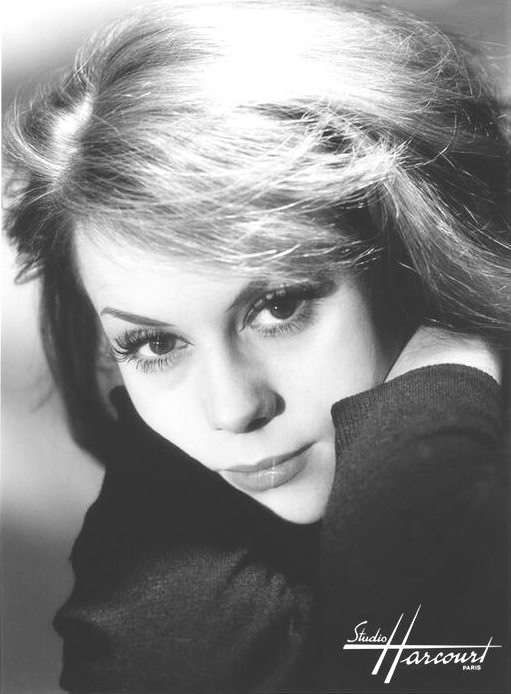
Françoise Dorléac en 1960 (Studio Harcourt).

Elle fait ses premiers pas au cinéma en 1957 dans le court métrage Mensonges, suivi en 1959 de son premier long métrage, Les Loups dans la bergerie. Elle est également mannequin pour Christian Dior.
Elle accède au statut de vedette quand, en 1964, Philippe de Broca l'engage pour être la partenaire de Jean-Paul Belmondo dans L'Homme de Rio. Elle enchaîne aussitôt avec La Peau douce de François Truffaut, Cul-de-sac de Roman Polanski en 1965, et Les Demoiselles de Rochefort, film culte de Jacques Demy en 1967, où elle partage la vedette avec sa sœur Catherine.
Boulimique de travail, elle tourne dans près de vingt films en à peine huit ans de carrière, aussi bien en français qu'en anglais, comme Genghis Khan en 1965, ce qui contribue à sa popularité à l'étranger.

### Mort
Le 26 juin 1967, elle part de Saint-Tropez pour rejoindre l'aéroport de Nice où elle doit prendre une Caravelle pour Orly, puis un avion pour Londres, en vue d’assister à la projection de son dernier film, Les Demoiselles de Rochefort, en version anglaise. Elle conduit une Renault 8 de location sur l'autoroute A8,. En retard, elle roule beaucoup trop vite et aperçoit au dernier moment la bretelle de sortie no 47 vers Villeneuve-Loubet conduisant à l'aéroport, elle donne alors un brusque coup de volant qui provoque le dérapage de  la voiture sur la chaussée mouillée (une grosse averse venait de tomber), qui percute très violemment un poteau de signalisation en béton. Un automobiliste, Roger Giuliano, tente en vain de lui porter secours. Elle ne parvient pas à s'extraire de son véhicule dont les portières restent bloquées et y meurt brûlée vive. Ses restes non identifiables sont authentifiés à partir de fragments de son journal intime et de son permis de conduire retrouvés dans les restes de la voiture brulée.
Ses obsèques se déroulent le 1er juillet 1967, et elle est inhumée dans le caveau familial à Seine-Port (Seine-et-Marne) où elle a passé son enfance.

### Vie privée
En décembre 1960, elle rencontre le comédien Jean-Pierre Cassel à l’Épi Club, une boîte de nuit à la mode où sa sœur, Catherine Deneuve, fait également la connaissance de Roger Vadim. Cassel écrit dans son autobiographie, parue en 2004, qu'elle a été son « amour de jeunesse ».

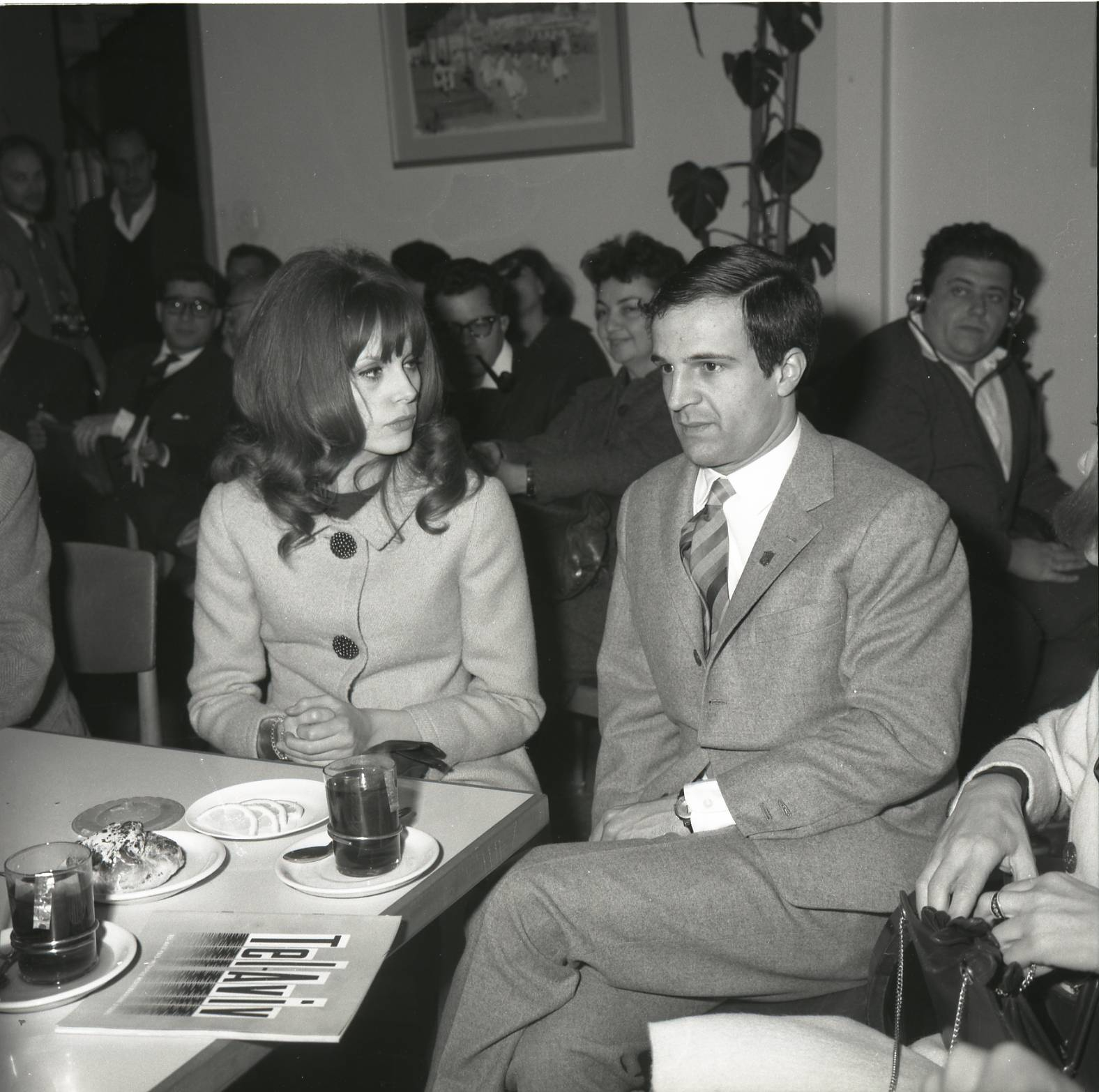
Françoise Dorléac avec François Truffaut, en voyage en Israël en 1963.

Elle est brièvement la compagne de François Truffaut en 1964, pendant et après le tournage du film La Peau douce. Cette liaison se transforme vite en amitié entre l'actrice et le metteur en scène, qui avait pris pour habitude de l'appeler « Framboise ».
Dans un entretien à Libération, Guy Bedos, qui figure aussi dans Ce soir ou jamais de Michel Deville, évoque ses proches disparus, et notamment Françoise Dorléac : « J'avais une fiancée, Françoise Dorléac. Depuis sa mort, je ne peux plus passer devant le Louvre sans la voir. »
À la fin de sa vie, elle réside dans un appartement situé au numéro 159, boulevard Murat, dans le 16e arrondissement de Paris, juste en face de l'immeuble où elle a grandi et où ses parents ont habité.

## Hommages posthumes
La chanson Elle avait mon âge, avec des paroles de Michelle Senlis et une musique de Jean Ferrat, interprétée et créée en 1967 par Isabelle Aubret, est un hommage à Françoise Dorléac, et à Nicole Berger, morte en avril 1967, elle aussi dans un accident de la route.[réf. nécessaire]
L'auteur-compositeur-interprète Yves Simon mentionne son nom dans les paroles de la chanson Le Film de Polanski, sortie en 1975 de l'album Raconte-toi : « Dans un ciné / Place de Clichy / Y avait un film / De Polanski / Pas Chinatown / Mais Cul-de-sac / Celui avec / La Dorléac. […] ».
En 1985, dans une chanson de son album Voyager (Elle dansait la samba), le chanteur Dave rend hommage à Françoise Dorléac et à son personnage dans le film L'Homme de Rio.
La place située devant la gare de Rochefort est nommée Françoise-Dorléac depuis 1992 et le Conseil de Paris décide en avril 2013 de nommer aussi place Françoise-Dorléac la voie CN/18 dans le quartier des Grandes-Carrières du 18e arrondissement, projetée dans le cadre de l’aménagement du secteur Binet, place où se situent également une école maternelle et une école élémentaire Françoise-Dorléac.
Le 15 octobre 2010 au domaine de Courson à Courson-Monteloup, Catherine Deneuve participe à la présentation d'une nouvelle variété de camélias, baptisée Françoise Dorléac. Elle explique : « Je suis très émue que quelqu'un ait émis le souhait de faire une fleur au nom de ma sœur. On en parlait depuis deux ans. Ma sœur aurait été très heureuse. Donner à une plante le nom de quelqu'un qu'on a aimé, c'est comme une chose éternelle, c'est très réconfortant. »[réf. nécessaire]

## Théâtre
- 1960 : Gigi de Colette, mise en scène Robert Manuel, théâtre Antoine
- 1960 : Noix de coco de Marcel Achard, mise en scène Jean Meyer, théâtre de Paris
- 1961 : Le Mariage forcé et L'École des maris de Molière, mise en scène Jean Meyer, théâtre du Palais-Royal

## Filmographie

### Cinéma
- 1960 : Les Loups dans la bergerie d'Hervé Bromberger : Madeleine
- 1960 : Ce soir ou jamais de Michel Deville : Danièle
- 1960 : Les portes claquent de Michel Fermaud et Jacques Poitrenaud : Dominique
- 1961 : La Fille aux yeux d'or (La ragazza dagli occhi d'oro) de Jean-Gabriel Albicocco : Katia
- 1961 : Tout l'or du monde de René Clair : La journaliste
- 1962 : Arsène Lupin contre Arsène Lupin d'Édouard Molinaro : Nathalie Cartier
- 1962 : La Gamberge de Norbert Carbonnaux : Françoise
- 1964 : L'Homme de Rio de Philippe de Broca : Agnès Villermosa
- 1964 : La Peau douce de François Truffaut : Nicole Chomette
- 1964 : La Chasse à l'homme d'Édouard Molinaro : Sandra
- 1964 : La Ronde de Roger Vadim
- 1965 : Cul-de-sac de Roman Polanski : Teresa
- 1965 : Genghis Khan d'Henry Levin : Börte (Bortei dans la version originale)
- 1965 : Passeport pour l'oubli (Where the Spies Are) de Val Guest : Vikki
- 1967 : Les Demoiselles de Rochefort de Jacques Demy : Solange Garnier
- 1967 : Un cerveau d'un milliard de dollars (Billion Dollar Brain) de Ken Russell : Anya

### Télévision
- 1962 : Les Trois Chapeaux claques, téléfilm de Jean-Pierre Marchand : Paula
- 1963 : Teuf-teuf de Georges Folgoas, d'après la pièce de Tristan Bernard
- 1964 : Les Petites Demoiselles, téléfilm de Michel Deville
- 1964 : Ni figue ni raisin, série télévisée de Jacques Rozier
- 1967 : Julie de Chaverny ou la Double Méprise, téléfilm de Jean-Pierre Marchand : Julie[16]

## Doublage

### Cinéma

#### Films
- 1952 : Heidi : Heidi (Elsbeth Sigmund)
- 1954 : Le Secret magnifique : Judy (Judy Nugent)
- 1958 : Une femme en enfer
- 1959 : La Vie à belles dents : la nageuse blonde (Joi Lansing)
- 1959 : Mirage de la vie : Susie Meredith (Sandra Dee)
- 1959 : Millionnaire de cinq sous : Dorothy Nichols de 12 à 14 ans (Tuesday Weld)
- 1960 : Les Sept Chemins du couchant : Joy Karrington (Venetia Stevenson)
- 1960 : Meurtre sans faire-part : Cathy Cabot (Sandra Dee)
- 1961 : La Nuit du loup-garou : Isabel (Joy Webster)
- 1961 : La Vengeance aux deux visages : Louisa Longworth (Pina Pellicer)
- 1961 : Sous le ciel bleu de Hawaï : Joan Blackman (Maile Duval)